# Franz Keller
Franz Keller (n. 19 ianuarie 1945, Nesselwang, Bavaria, Germania) este un săritor cu schiurile ce a reprezentat Germania, medaliat olimpic. A participat la o ediție a Jocurilor Olimpice (1968) în care a câștigat o medalie de aur.

## Participări
Lista de mai jos prezintă principalele competiții la care a participat Franz Keller de-a lungul carierei.
- combiné nordique aux Jeux olympiques de 1968[*]